# Arrondissement Gourdon
Gourdon is een arrondissement van het Franse departement Lot in de regio Occitanie. De onderprefectuur is Gourdon.

## Kantons
Het arrondissement was tot 2014 samengesteld uit de volgende kantons:
- kanton Gourdon
- kanton Gramat
- kanton Labastide-Murat
- kanton Martel
- kanton Payrac
- kanton Saint-Germain-du-Bel-Air
- kanton Salviac
- kanton Souillac
- kanton Vayrac

Na de herindeling van de kantons bij decreet van 13 februari 2014, met uitwerking op 22 maart 2015, omvat het arrondissement volgende kantons:
- kanton Causse et Bouriane  (deel: 16/30)
- kanton Causse et Vallées  (deel: 10/44)
- kanton Gourdon
- kanton Gramat  (deel: 12/17)
- kanton Martel
- kanton Puy-l'Évêque  (deel: 6/25)
- kanton Souillac